# Austin 18/24
Der Austin 18/24 hp war ein Mittelklasse-Pkw, den die Austin Motor Company als Nachfolger des ersten Austin 15/20 hp von 1907 bis 1909 fertigte. 1911–1913 wurde erneut ein Wagen mit dieser Bezeichnung angeboten.

## Von Jahr zu Jahr

### Austin 18/24 hp (1907–1909)
Der erste Austin 18/24 hp übernahm den seitengesteuerten Vierzylinder-Reihenmotor mit 105 mm Bohrungsdurchmesser und 127 mm Hub, was einen Hubraum von 4399 cm³ ergab, von seinem Vorgänger 15/20 hp. Das Fahrgestell des viersitzigen Tourenwagens war mit 3200 mm Radstand aber deutlich gewachsen.
Ab 1908 wurde neben dem langen auch das vom 15/20 hp bekannte, kurze Fahrgestell mit zwei Sitzplätzen wieder angeboten. Ende 1909 wurde auch der 18/24 hp ohne direkten Nachfolger eingestellt.

### Austin 18/24 hp (1911–1913)
1911 erschien ein weiterer Wagen mit der Bezeichnung 18/24 hp. Sein ebenfalls seitengesteuerter Vierzylindermotor besaß Zylinder mit 111 mm Bohrungsdurchmesser und die Kurbelwelle der großen Austin-Modelle mit 127 mm Hub. Daraus resultierte ein Hubraum von 4832 cm³.
Auch dieser Tourenwagen war in zwei unterschiedlichen Radständen erhältlich und repräsentierte die gehobene Mittelklasse in der Austin-Modellpalette. 1914 war der 18/24 hp ersatzlos entfallen.